# Nabil Mbombo Njoya

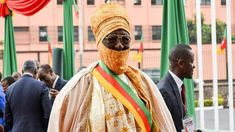
Sultan Nabil Mbombo Njoya

Nabil Mbombo Njoya (* 10. August 1992) regiert das Volk der Bamum in Kamerun seit 2021 als Sultan von Foumban und Fon des Königreiches Bamum.

## Leben
Nabil Mbombo Njyoya ist der älteste Sohn von Ibrahim Mbombo Njoya und wurde bereits im Jahr 2004 zu dessen Nachfolger bestimmt und auf diese Rolle vorbereitet. Nach dem Abitur in der Hauptstadt Yaoundé absolvierte er bis 2015 ein Bachelor-Studium der Fächer Networking and Telecommuncations sowie Social Justice Theory an der Saint-John’s University in New York City. Danach kehrte er nach Kamerun zurück und absolvierte bis 2018 eine Ausbildung für Zivilverwaltung an École nationale d’administration et de magistrature in Yaoundé. Anschließend arbeitete er als Leiter der Rechtsabteilung für den Gouverneur der Südregion in Kamerun.